# James Franck
James Franck (Hamburgo, 26 de agosto de 1882 - Gotinga, 21 de mayo de 1964) fue un físico alemán, ganador del Premio Nobel de Física en 1925 compartido con Gustav Hertz «por su descubrimiento de las leyes que gobiernan el impacto de un electrón en un átomo»

## Biografía
Completó su doctorado en 1906 y su habilitación en 1911 en la Universidad Frederick William de Berlín, donde fue profesor y enseñó hasta 1918 tras haber alcanzado la posición de profesor extraordinario. Sirvió como voluntario en el ejército alemán durante la Primera Guerra Mundial. Gravemente herido en 1917 durante un ataque con gas, fue galardonado con la Cruz de Hierro de 1.ª clase.
Franck se convirtió en jefe de la División de Física del Instituto Kaiser Wilhelm para la Fisicoquímica y la Electroquímica. En 1920, pasó a ser profesor ordinario de física experimental y Director del Segundo Instituto de Física Experimental en la Universidad de Gotinga, aunque no trabajó en física cuántica con Max Born, que fue director del Instituto de Física Teórica. Su trabajo incluyó el experimento de Franck y Hertz, una importante confirmación del modelo atómico de Bohr. Promovió las carreras dentro de la física de numerosas mujeres, en particular las de Lise Meitner, Hertha Sponer y Hilde Levi.
Después de que el Partido Nacional-Socialista llegase al poder en Alemania en 1933, Franck renunció a su cargo en protesta por el despido de sus colegas académicos. Asistió al físico británico Frederick Lindemann para prestar ayuda a los científicos judíos despedidos, encontrándoles trabajo en el extranjero, antes de abandonar Alemania en noviembre de 1933. Después de un año en el Instituto Niels Bohr en Dinamarca, se trasladó a los Estados Unidos, donde trabajó en la Universidad Johns Hopkins en Baltimore y luego en la Universidad de Chicago. Durante este periodo se interesó en la fotosíntesis.
Franck participó en el Proyecto Manhattan durante la Segunda Guerra Mundial como Director de la División de Química del Laboratorio Metalúrgico. También fue el presidente de la Comisión de Política Social y problemas relacionados con la bomba atómica, conocido por redactar el Informe Franck, que recomendó que las bombas atómicas no fueran utilizadas en las ciudades japonesas sin previo aviso.

## Primeros años de vida
James Franck nació en Hamburgo, Alemania, el 26 de agosto de 1882, primer varón y segundo hijo de Jacob Franck, banquero, y de su esposa Rebecca (Nachum Drucker de soltera). Tenía una hermana mayor, Paula, y un hermano menor, Robert Bernard: su padre era un hombre devoto y religioso, mientras que su madre provenía de una familia de rabinos. Cursó estudios primarios en Hamburgo, y a partir de 1891 asistió al Wilhelm-Gymnasium de Hamburgo, que por entonces era un instituto solo para varones.
Hamburgo no tenía ninguna universidad, por lo que los futuros estudiantes tenían que asistir a alguna de las 22 universidades de Alemania situadas en otros lugares. Con la intención de estudiar derecho y economía, Franck ingresó en la Universidad de Heidelberg en 1901, ya que tenía un conocida facultad de leyes. Asistió a conferencias sobre derecho, pero estaba mucho más interesado en las de la ciencia. Una vez allí, se encontró con Max Born, que se convertiría en su amigo de por vida. Con la ayuda de Born, que fue capaz de convencer a sus padres para que le permitiesen pasarse al estudio de la física y de la química, Franck pudo asistir a las conferencias de matemáticas de Leo Königsberger y de Georg Cantor. Sin embargo, como Heidelberg no era un centro destacado en ciencias físicas, decidió matricularse en la Universidad Káiser Federico-Guillermo de Berlín.
En Berlín, Franck asistió a las conferencias de Max Planck y de Emil Warburg. El 28 de julio de 1904 salvó a un par de niños de ahogarse en el río Spree. Para su doctorado bajo la supervisión de Warburg, éste le sugirió que estudiase el efecto corona. Franck encontró este tema demasiado complejo, por lo que cambió el foco de su tesis, que pasó a titularse Über der Beweglichkeit Ladungsträger der Spitzenentladung ("Sobre la movilidad de los iones"), que posteriormente se publicó en los Annalen der Physik.
Una vez completada su tesis, Franck tuvo que realizar su servicio militar diferido. Fue llamado a filas el 1 de octubre de 1906 y se unió al 1.er Batallón Telegráfico. En diciembre sufrió un accidente menor de equitación y fue dado de alta como no apto para el servicio. Tomó una ayudantía en el Physikalische Verein de Frankfurt en 1907, pero no le gustó, y pronto volvió a la Universidad Káiser Federico-Guillermo. En un concierto Franck conoció a Ingrid Josephson, una pianista sueca. Se casaron en una ceremonia por el rito sueco en Goteborg el 23 de diciembre de 1907. Tuvieron dos hijas, Dagmar (Daggie), que nació en 1909, y Elisabeth (Lisa), que nació en 1912.
Para seguir una carrera académica en Alemania no bastaba con tener un doctorado; se necesitaba obtener la venia legendi, o habilitación, que podía lograrse ya fuera con otra tesis principal o mediante la producción de un importante cuerpo de trabajos publicados, y eligió el segundo procedimiento. Había muchos problemas sin resolver en la física de la época, y en 1914 se habían publicado 34 artículos. Franck era el autor único de algunos, pero en general prefería trabajar en colaboración con Eva von Bahr, Lise Meitner, Robert Pohl, Peter Pringsheim, Robert W. Wood, Arthur Wehnelt o Wilhelm Westphal. Su colaboración más fructífera fue con Gustav Hertz, con el que coescribió 19 artículos. Recibió su habilitación el 20 de mayo de 1911.

## Experimento de Franck y Hertz

Corriente en el ánodo (unidades arbitrarias) contra voltaje en la rejilla (relativo al cátodo).Este gráfico está basado en el artículo original de Franck y Hertz (1914).

En 1914, Franck se asoció con Hertz para llevar a cabo un experimento para investigar la fluorescencia. Diseñaron un tubo de vacío para el estudio de electrones energéticos que atravesaban un vapor enrarecido de átomos de mercurio. Descubrieron que cuando un electrón choca con un átomo de mercurio puede perder solo una cantidad específica (4,9 electrón voltios) de su energía cinética antes de saltar. Un electrón más rápido no desacelere completamente después de una colisión, pero pierde precisamente la misma cantidad de su energía cinética. Los electrones lentos simplemente rebotan en los átomos de mercurio sin perder significativamente velocidad o energía cinética.
Estos resultados experimentales proporcionaron la confirmación del efecto fotoeléctrico predicho por Albert Einstein y la relación de Planck (E = fh) que une la energía (E) y la frecuencia (f) derivados de la cuantificación de la energía con la constante de Planck (h). Además, también proporcionaron una evidencia que apoyaba el modelo atómico que había sido propuesto el año anterior por Niels Bohr. Su característica fundamental es que un electrón dentro de un átomo ocupa uno de los "niveles de energía cuántica" del átomo. Antes de una colisión, un electrón dentro del átomo de mercurio ocupa su nivel de energía más bajo disponible. Después de la colisión, el electrón en el interior se encuentra en un nivel de energía más alto con 4.9 electrón-voltios (eV) de energía adicional. Esto significa que el electrón se une más débilmente al átomo de mercurio. No aparecen ni son posibles niveles intermedios.
En un segundo documento presentado en mayo de 1914, Franck y Hertz informaron acerca de la emisión de luz por los átomos de mercurio que habían absorbido la energía de las colisiones. Demostraron que la longitud de onda de esta luz ultravioleta correspondía exactamente a 4,9 eV de energía que el electrón había perdido. La relación entre la energía y la longitud de onda también había sido predicha por Bohr. Franck y Hertz completaron su último artículo en diciembre de 1918, en el que se reconciliaron las discrepancias entre sus resultados y la teoría de Bohr, que ahora conocían. En su discurso de recepción del Nobel, Franck admitió que era «totalmente incomprensible que hubiésemos fallado en reconocer la importancia fundamental de la teoría de Bohr, tanto es así, que ni siquiera se hubiera mencionado ni una vez». El 10 de diciembre de 1926, Franck y Hertz fueron galardonados con el Premio Nobel de Física 1925 "por su descubrimiento de las leyes que gobiernan el impacto de un electrón en un átomo".

## Primera Guerra Mundial
Franck se alistó en el Ejército Imperial Alemán poco después del estallido de la Primera Guerra Mundial en agosto de 1914. En diciembre fue enviado al sector de la Picardía en el Frente Occidental. Se convirtió en oficial adjunto y después en teniente en 1915. Fue galardonado con la Cruz de Hierro de segunda clase el 30 de marzo de 1915, y la ciudad de Hamburgo le concedió la Cruz Hanseática el 11 de enero de 1916. Mientras estuba en el hospital con pleuresía, coescribió otro artículo científico con Hertz y fue nombrado profesor asistente en su ausencia por la Universidad Káiser Federico-Guillermo el 19 de septiembre de 1916. Enviado al Frente Ruso, fue dado de baja por disentería. Regresó a Berlín, donde se unió a Hertz, Westphal, Hans Geiger, Otto Hahn y otros en el Laboratorio Fritz Haber del Instituto Káiser Federico-Guillermo de Física Química y Electroquímica, trabajando en el desarrollo de máscaras antigás. Fue galardonado con la Cruz de Hierro de Primera Clase, el 23 de febrero de 1918, siendo dado de alta del Ejército el 25 de noviembre de 1918, poco después del final de la guerra.
Terminada la guerra, Haber volvió a la investigación en el Instituto Káiser Federico-Guillermo, y le ofreció un trabajo a Franck. Su nuevo cargo vino con un sueldo más alto, pero no era un trabajo a tiempo completo. Sin embargo, se admitió que Franck pudiera proseguir su investigación como deseaba. Trabajando con nuevos colaboradores, más jóvenes, como Walter Grotrian, Paul Knipping, Thea Krüger, Fritz Reiche y Hertha Sponer, sus primeras investigaciones en el Instituto examinaron los electrones atómicos en su estado excitado, resultados que posteriormente serían importantes para el desarrollo del láser. Acuñaron el término "metastable" para los átomos que pasan un tiempo prolongado en un estado que no sea de mínima energía. Cuando Niels Bohr visitó Berlín en 1920, Meitner y Franck le organizaron una visita al Instituto para hablar con el personal más joven sin la presencia de los bonzen ( "peces gordos").

## Göttingen

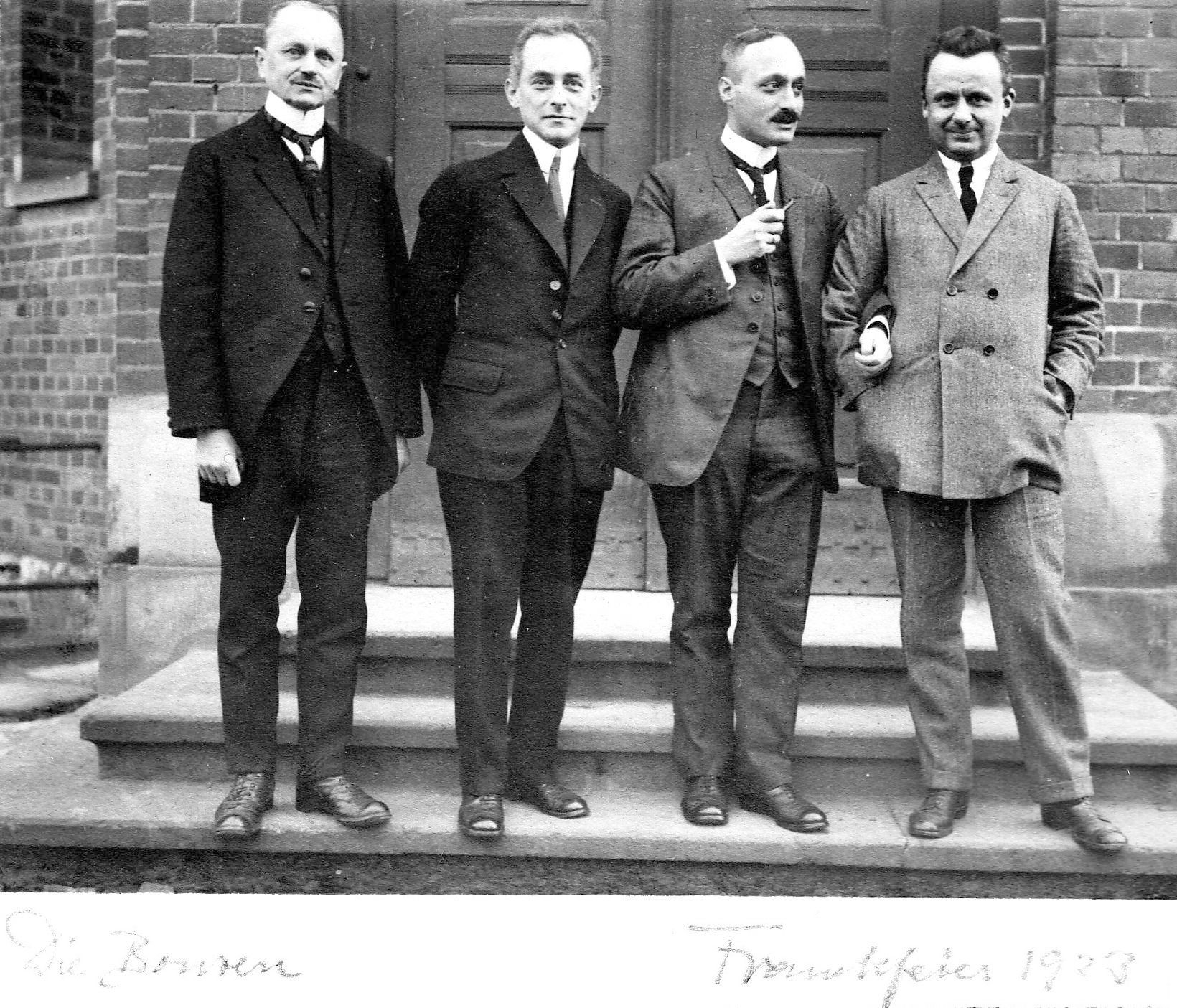
Die Bonzen (los peces gordos), izquierda a derecha: de, Max Born, James Franck y Robert Pohl en 1923

En 1920, la Universidad de Gotinga ofreció a Max Born su cátedra de física teórica, que recientemente había sido desocupada por Peter Debye. Gotinga era un centro importante para las matemáticas, gracias a David Hilbert, Felix Klein, Hermann Minkowski y Carl Runge, pero no tanto para la física. Esto cambiaría rápidamente. Como parte de sus condiciones para ir a Gotinga, Born quería que Franck dirigiese la física experimental allí. El 15 de noviembre de 1920, Franck se convirtió en profesor de física experimental y Director del Segundo Instituto de Física Experimental, con el rango de profesor ordinario. Se le permitió tener dos ayudantes, así que trajo con él a Hertha Sponer de Berlín que ocupó uno de los puestos. Pohl, un profesor dotado, encabezó el primer Instituto, y manejó las clases. Franck reformó el laboratorio con equipos de última generación con sus propios fondos.
Con Born y Franck, Gotinga fue uno de los grandes centros mundiales de la física entre 1920 y 1933. Aunque publicaron solo tres artículos juntos, comentaban sus artículos el uno con el otro. Ganarse la admisión en el laboratorio de Franck se convirtió en un reto altamente competitivo. Sus estudiantes de doctorado incluyen a Hans Kopfermann, Arthur R. von Hippel, Wilhelm Hanle, Fritz Houtermans, Heinrich Kuhn, Werner Kroebel, Walter Lochte-Holtgreven y Heinz Maier-Leibnitz. En la supervisión de los doctorandos, Franck tuvo que asegurar que los temas de tesis estuvieran bien definidos, mostrando al candidato cómo llevar a cabo la investigación de forma original, manteniéndose al mismo tiempo dentro de los límites de la capacidad del candidato, del equipo del laboratorio y del presupuesto del instituto. Bajo su dirección, la investigación se centró en la estructura de los átomos y moléculas.
En su propia investigación, Franck desarrolló lo que se conoce como el Principio de Franck-Condon, una regla en espectroscopía y química cuántica que explica la intensidad de transiciones vibratorias, cambios simultáneos en los niveles de energía electrónicos y vibratorios de una molécula debido a la absorción o emisión de un fotón de la energía adecuada. El principio establece que durante una transición electrónica, un cambio de nivel de energía de vibración cuántica a otro será más probable que ocurra si se superponen las dos funciones de onda vibratorias más significativas. Este principio ha sido aplicado a una amplia variedad de fenómenos físicos relacionados.

## Exilio

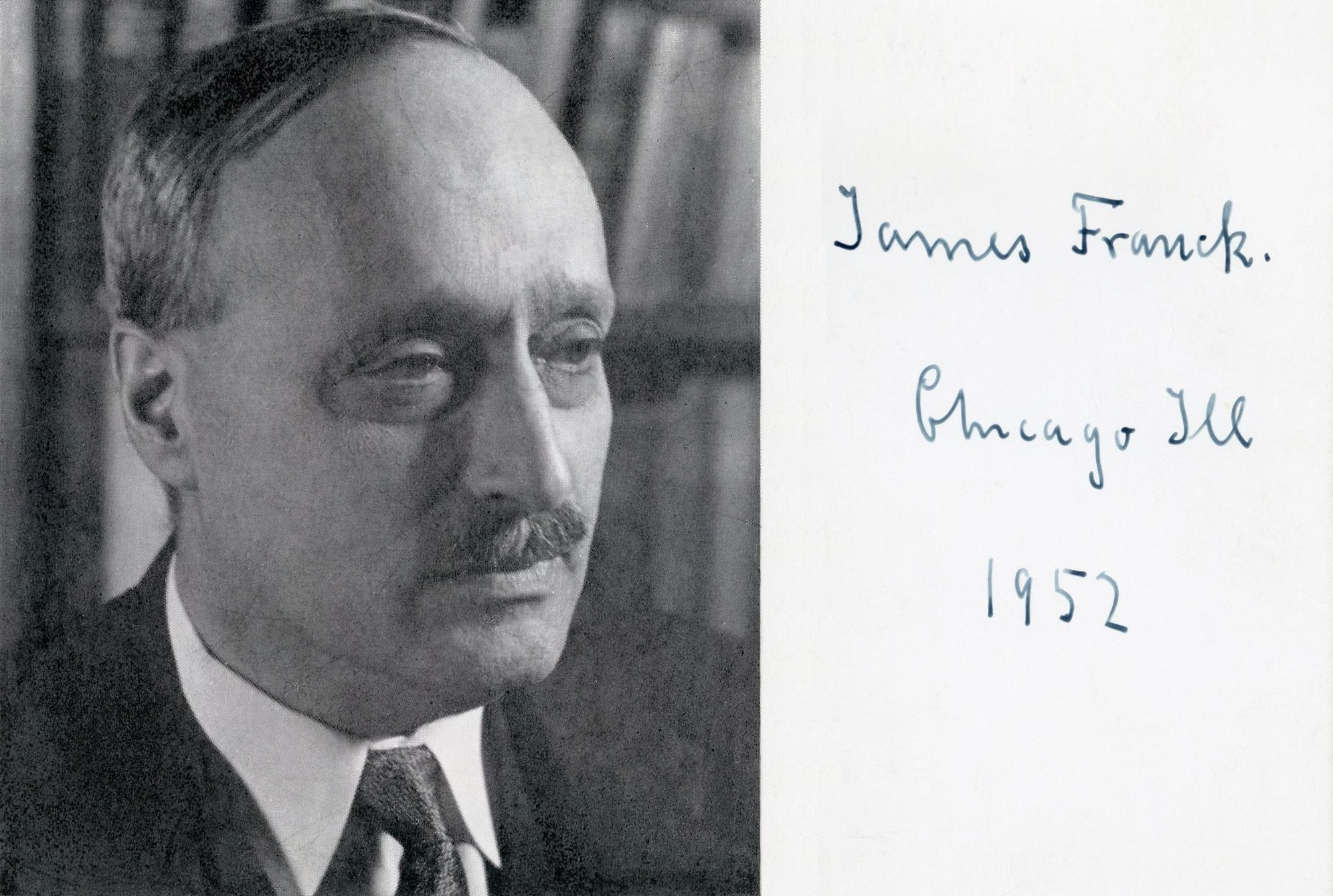
James Franck, Chicago 1952.

Este período llegó a su fin cuando el Partido Nazi llegó al poder en Alemania en las elecciones del 2 de marzo de 1933. Al mes siguiente se promulgó la Ley para la Restauración del Servicio Civil Profesional, que preveía la jubilación o despido de todos los funcionarios públicos judíos, junto con los oponentes políticos del gobierno. Como veterano de la Primera Guerra Mundial, Franck estaba exento, pero presentó de todos modos su renuncia el 17 de abril de 1933.
Frankc, que una vez comentó que la ciencia era su Dios y la naturaleza su religión, no insistió en que sus hijas recibieran educación religiosa en la escuela, e incluso aunque en Navidad decoraban un árbol; estaba orgulloso de su herencia judía. Fue el primer académico que renunció en protesta contra esta ley. Periódicos de todo el mundo informaron de este hecho, pero ningún gobierno o universidad protestó.
Franck colaboró con el británico Frederick Lindemann para ayudar a los científicos judíos despedidos a encontrar trabajo en el extranjero, antes de abandonar Alemania en noviembre de 1933. Después de una breve visita a los Estados Unidos, donde midió la absorción de luz en agua pesada con Wood en Universidad Johns Hopkins, aceptó un puesto en el Instituto Niels Bohr en Copenhague. Necesitaba un nuevo colaborador, por lo que tomó a su cargo a Hilde Levi, cuya reciente tesis le causó una gran impresión. Su intención original era continuar su investigación sobre la fluorescencia de vapores y líquidos, pero bajo la influencia de Bohr comenzó interesarse en los aspectos biológicos de estas reacciones, en particular de la fotosíntesis, el proceso por el que las plantas utilizan la luz para convertir dióxido de carbono y agua en compuestos orgánicos. Los procesos biológicos resultaron ser mucho más complicados que las reacciones simples de átomos y moléculas. Es coautor de dos artículos con Levi sobre el tema, asunto sobre el que volvería en los años siguientes.
Franck encontró un puesto en la  Polytekniske Læreanstalt  en Copenhague gracias a su yerno Arthur von Hippel, que se había casado con Dagmar, una de las hijas de Franck. Decidió constituir una garantía financiera para sus hijas dividiendo su dinero del Premio Nobel entre ellas. La medalla de oro en sí misma fue confiada a Niels Bohr para ser puesta a salvo. Cuando Alemania invadió Dinamarca el 9 de abril de 1940, el químico húngaro George de Hevesy disolvió la medalla de oro, junto con la de Max von Laue en agua regia para evitar que los alemanes pudiesen apropiarse de ella. Colocó la solución resultante en un estante en su laboratorio en el Instituto Niels Bohr. Después de la guerra, volvió a encontrar la solución tal como la había dejado y precipitó el oro disuelto en el ácido. A continuación, la Sociedad Nobel volvió a fundir las medallas del premio.
En 1935, Franck se trasladó a Estados Unidos, donde había aceptado un puesto de profesor en la Universidad Johns Hopkins. El laboratorio no estaba mal equipado en comparación con el de Gotingen, pero esto no fue obstáculo para que recibiese 10 000 dólares para más equipos desde la Fundación Rockefeller. Un problema más difícil de resolver era que la universidad no tenía dinero para contratar personal cualificado. Franck estaba preocupado por los miembros de su familia que se quedaron en Alemania, y necesitaba dinero para ayudarles a emigrar. Por lo tanto, aceptó en 1938 una oferta de la Universidad de Chicago, donde su trabajo sobre la fotosíntesis había despertado un gran interés.
El primer artículo de Franck en Chicago, en coautoría con Edward Teller, versaba sobre los procesos fotoquímicos en cristales. Hans Gaffron se convirtió en su colaborador, y a ellos se unió Pringsheim, que había escapado de Bélgica después de la invasión alemana. Franck organizó un puesto para Pringsheim en su laboratorio. Fue capaz de trasladar a sus dos hijas y a su familia a los Estados Unidos, incluyendo a su anciana madre y a una tía. Se convirtió en ciudadano naturalizado de los Estados Unidos el 21 de julio de 1941, por lo que no era un extranjero enemigo cuando los Estados Unidos declararon la guerra a Alemania el 11 de diciembre de 1941. Sus hijas no lo estaban todavía, por lo que tenían restricciones para viajar, y no pudieron cuidar de su madre cuando cayó enferma y murió el 10 de enero de 1942, aunque se les permitió asistir a su funeral.
En febrero de 1942, Arthur Compton estableció su Laboratorio Metalúrgico en la Universidad de Chicago. Como parte del Proyecto Manhattan, su misión era construir reactores nucleares para generar plutonio que se utilizaría en la División Química Metalúrgica de las bombas atómicas. El Laboratorio fue encabezado inicialmente por Frank Spedding, que prefería el trabajo administrativo. Compton a continuación pensó en Franck, con cierto temor debido a su origen alemán. Compton escribió más tarde: 

¡Cómo dio la bienvenida Franck a la invitación para unirse a nuestro proyecto! Fue un voto de confianza que superó con creces sus esperanzas, y se le dio la oportunidad de hacer su parte para la causa de la libertad. «No estoy luchando contra el pueblo alemán [explicó]. Lucho contra los nazis. Ellos tienen un dominio absoluto sobre Alemania. El pueblo alemán permanecerá sin auxilio hasta que podamos romper la fuerza de sus amos nazis.» Los químicos dieron la bienvenida a Franck como a un anciano líder científico cuya guía estaban contentos de seguir.

Además de encabezar la División de Química, Franck fue también el presidente de la Comisión del laboratorio metalúrgico en Problemas Políticos y Sociales relacionados con la bomba atómica, comisión integrada por sí mismo y por Donald J. Hughes, J. J. Nickson, Eugene Rabinowitch, Glenn T. Seaborg, JC Stearns y Leó Szilárd. En 1945, Franck advirtió a Henry A. Wallace de que temía que «la humanidad ha aprendido a dar rienda suelta a la energía atómica sin estar ética y políticamente preparada para usarla con sabiduría». El comité compiló lo que se conoció como Informe Franck. Terminado el 11 de junio de 1945, este recomendaba que las bombas atómicas no fueran utilizadas en las ciudades japonesas sin una advertencia previa. En cualquier caso, el Comité Interino decidió de otra manera.

## Vida posterior

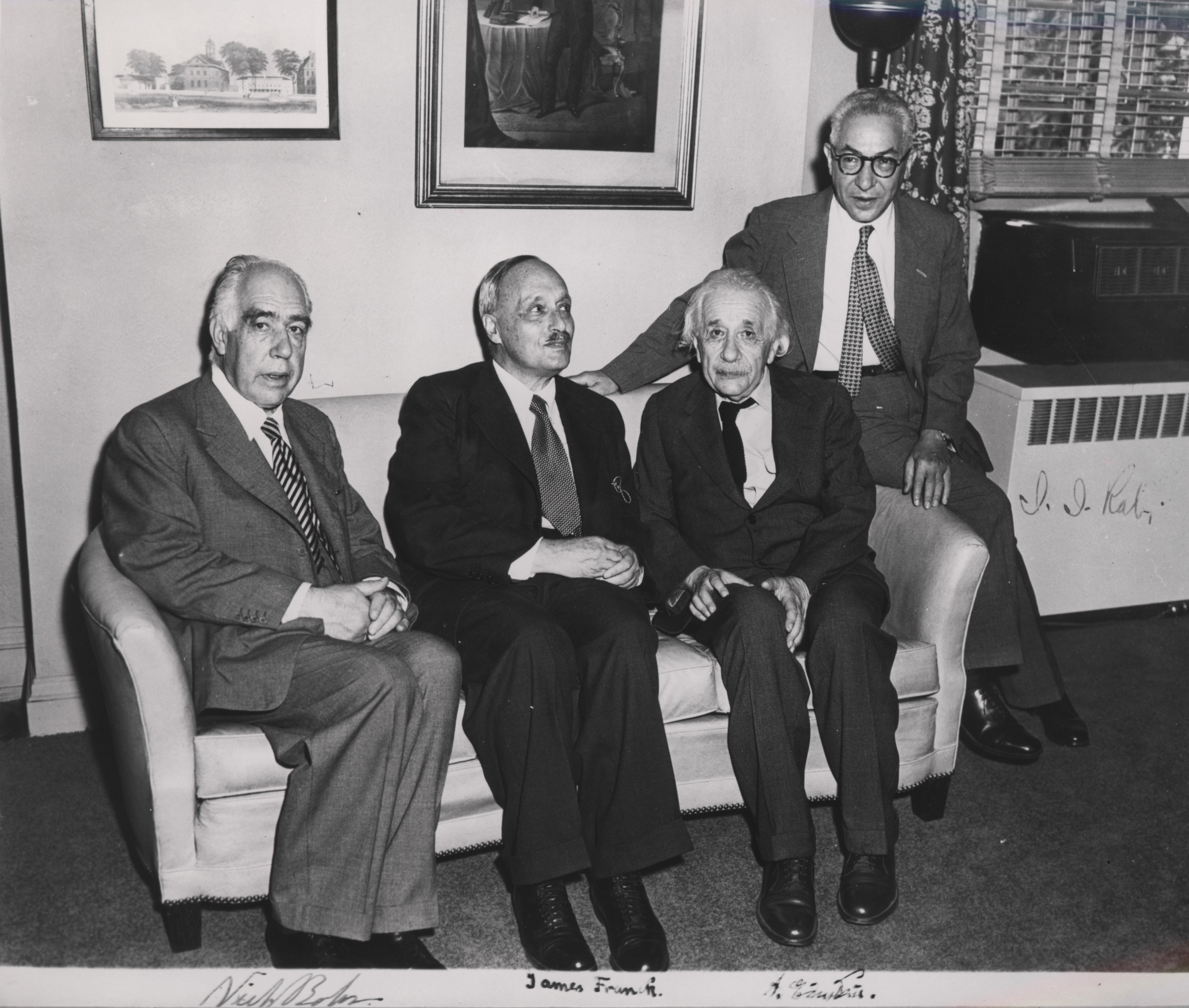
Cuatro Premios Nobel: Franck entre Niels Bohr y Albert Einstein, con Isidor Isaac Rabi en 1954

Franck se casó con Hertha Sponer en una ceremonia civil el 29 de junio de 1946. En sus investigaciones de la posguerra continuó centrado en el problema de explicar el mecanismo de la fotosíntesis. Meitner no vio ninguna ruptura entre sus primeros trabajos y los últimos. Recuerda que 

«Franck disfrutaba hablando de sus problemas, no tanto para explicárselos a los demás como para satisfacer su propia mente. Una vez que un problema había despertado su interés quedaba completamente cautivado, de hecho obsesionado. El sentido común y la lógica recta eran sus principales herramientas, junto con aparatos sencillos. Su investigación siguió una línea casi recta, desde sus primeros estudios de movilidad de iones a su último trabajo sobre la fotosíntesis; siempre fue el intercambio de energía entre los átomos o moléculas lo que le fascinó».

Murió repentinamente de un ataque al corazón durante una visita a Gotinga el 21 de mayo de 1964, y fue enterrado en Chicago con su primera esposa. Sus papeles están depositados en la Librería de la Universidad de Chicago.

## Reconocimientos
- Además del Premio Nobel, Franck fue galardonado con la Medalla Max Planck de la Sociedad Física Alemana en 1951 y con la Medalla Rumford de la Academia Americana de las Artes y las Ciencias por su trabajo en la fotosíntesis en 1955. Se convirtió en ciudadano honorario de Gotinga en 1953, y fue elegido[65] miembro extranjero de la Royal Society en 1964.

## Eponimia
- En 1967, la Universidad de Chicago fundó el Instituto James Franck en su memoria.[66]
- El cráter lunar Franck también ha sido nombrado en su honor.[67]